# Elizabeth Rodriguez

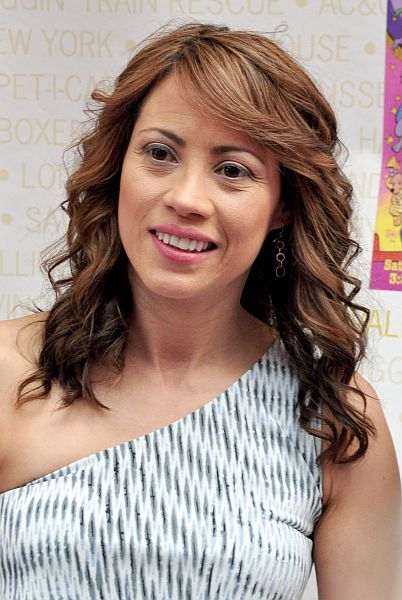
Elizabeth Rodriguez (2011)

Elizabeth Rodriguez (ur. 27 grudnia 1980 w Nowym Jorku) – amerykańska aktorka, która wystąpiła m.in. w filmie Logan: Wolverine oraz serialu Orange Is the New Black. Nominowana do nagrody Tony za rolę w sztuce The Motherfucker with the Hat.

## Filmografia

### Filmy
| Rok  | Tytuł                 | Rola             | Uwagi       |
| ---- | --------------------- | ---------------- | ----------- |
| 1994 | Fresh                 | Consuela         |             |
| 1995 | Prezydencki szmal     | Marisol          |             |
| 1997 | Chyba tak...          | Celia            |             |
| 1998 | Powrót do raju        | Gaby             |             |
| 2001 | Acts of Worship       | Jan              |             |
| 2001 | Blow                  | Martha Oliveras  |             |
| 2005 | Four Lane Highway     | Sasha            |             |
| 2006 | Miami Vice            | Gina Calabrese   |             |
| 2007 | Tracks of Color       | Sonia Martinez   | krótkometr. |
| 2007 | On Bloody Sunday      | starsza Isabelle |             |
| 2008 | A Line in the Sand    | Martel           |             |
| 2010 | Pound of Flesh        | Rebecca Ferraro  |             |
| 2011 | All Things Fall Apart | pani Lopez       |             |
| 2013 | Panaceum              | farmaceutka      |             |
| 2013 | Tio Papi              | Cheeky           |             |
| 2014 | Glass Chin            | Rita Sierra      |             |
| 2014 | Brudny szmal          | det. Romsey      |             |
| 2015 | 11:55 Holyoke         | Angie            |             |
| 2017 | Logan: Wolverine      | Gabriela Lopez   |             |
| 2018 | Skejterka             | Matka            |             |
| 2018 | Making Babies         | Maria            |             |

### Telewizja
| Rok       | Tytuł                        | Rola                 | Uwagi                   |
| --------- | ---------------------------- | -------------------- | ----------------------- |
| 1994–1995 | Oblicza Nowego Jorku         | Gina                 | 5 odc.                  |
| 1995      | New York News                | Tanya                | 2 odc.                  |
| 1997      | Oz                           | Maritza Alvarez      | 2 odc.                  |
| 1998      | Trinity                      | Del Bianco           | 2 odc.                  |
| 1999–2001 | Ostry dyżur                  | Sandra               | 3 odc.                  |
| 2002–2003 | The Shield: Świat glin       | Lita Valverde        | 2 odc.                  |
| 2008–2009 | Wszystkie moje dzieci        | Carmen Morales       | 56 odc.                 |
| 2011–2012 | Główny podejrzany            | det. Carolina Rivera | 5 odc.                  |
| 2013–2019 | Orange Is the New Black      | Aleida Diaz          | w gł. obsadzie; 53 odc. |
| 2014–2020 | Power                        | Paz Valdes           | 15 odc.                 |
| 2014–2015 | Grimm                        | agentka Chavez       | 5 odc.                  |
| 2015–2016 | Fear the Walking Dead        | Liza Ortiz           | w gł. obsadzie; 7 odc.  |
| 2016      | Pokojówki z Beverly Hills    | Josefina             | 2 odc.                  |
| 2017      | Chance                       | Kristen Clayton      | 8 odc.                  |
| 2019-2020 | Shameless – Niepokorni       | Faye Donahue         | 5 odc.                  |
| 2020      | Gwiezdne wojny: Wojny klonów | Rafa Martez          | 4 odc.                  |